# United States Wrestling Association
United States Wrestling Association (USWA) var et amerikansk fribryderforbund lokaliseret i Memphis, Tennessee. USWA blev etableret af Jerry Jarrett, og eksisterede fra 1988-1997. World Wrestling Entertainments kommentator Jerry Lawler var en af USWAs store fribrydere, og han vandt USWA Unified World Heavyweight Championship titlen 27 gange. Andre store fribrydere i USWA inkluderer The Master of Pain (Undertaker), Flex Kavana (The Rock) og Doomsday (Kane).

## Hoved USWA byer
- Memphis, Tennessee
- Dallas, Texas
- Nashville, Tennessee
- Louisville, Kentucky
- Evansville, Indiana
- Jackson, Tennessee
- Jonesboro, Arkansas
- Tupelo, Mississippi

## Mesterskaber i USWA
- USWA Unified World Heavyweight Championship
- USWA Southern Heavyweight Championship
- USWA Tag Team Championship
- USWA Texas Heavyweight Championship
- USWA Television Championship
- USWA Women's Championship
- USWA Junior Heavyweight Championship
- USWA Middleweight Championship

## Stjerner i USWA
- Jerry Lawler
- Randy Hales
- Bill Dundee
- Brian Christopher
- Spellbinder
- Ricky Morton
- Jeff Jarrett
- Master of Pain
- Jimmy Valiant
- Austin Idol
- Kamala
- Eddie Gilbert
- Koko B. Ware
- Junkyard Dog
- Sid Vicious
- J.C. Ice
- Wolfie D
- Flex Kavana
- John Tatum
- Stacy Carter
- Terry Funk
- Chris Youngblood
- Mark Youngblood
- Dutch Mantell
- Tom Pritchard
- Pat Tanaka
- Paul Diamond
- Eric Embry
- Tommy Rich
- Buddy Landell
- Doug Gilbert
- Brian Lee
- Billy Jack Haynes
- Jesse James Armstrong
- Miss Texas
- Toni Adams
- Scotty Anthony
- Robert Fuller
- The Harris Brothers
- Tracy Smothers
- Downtown Bruno
- Steve Doll
- Doomsday
- Derek Martel
- Billy Travis
- The Ninja Turtle
- Freddy Kruger
- Xontar

## Talent udskiftnings brydere i USWA
Deres hjemmeforfremmelse i parenthesis
- Owen Hart (WWF)
- Razor Ramon (WWF)
- Randy Savage (WWF)
- Kerry Von Erich (WCCW)
- Chris Adams (GWF og WCCW)
- Sensational Sherri (WWF)
- Tommy Dreamer (ECW)
- Tatanka (WWF)
- Ahmed Johnson (WWF)
- Beulah McGillicutty (ECW)